# HD 215497 c
HD 215497 c (también conocido como HIP 112441 c) es un planeta extrasolar que orbita la estrella de tipo K de la secuencia principal HD 215497, localizado aproximadamente a 142 años luz en la constelación de Tucana. Su masa es un tercio de la de Júpiter y su semieje mayor es de 1,18 UA. Sin embargo, a diferencia de la mayoría de los exoplanetas conocidos, su excentricidad no se conoce. Este planeta fue detectado por HARPS el 19 de octubre de 2009, junto con otros 29 planetas. A diferencia de la mayoría de exoplanetas conocidos, el astrónomo Wladimir Lyra (2009) no le ha dado nombre todavía.